# Gesinus G. Kloeke

G.G. Kloeke

Gesinus G. Kloeke (* 10. Juli 1887 in Schagen; † 5. November 1963 in Leiden) war ein niederländischer Sprachforscher.
Kloeke studierte in Deutschland und in den Niederlanden. Er wurde sowohl in Leipzig (1914) als auch in Amsterdam (1922) über den Vokalismus der Mundart von Finkenwerder bei Hamburg promoviert. Er wurde Deutschlehrer in Winschoten und am Gymnasium in Leiden (1919–1925). 1925 wurde er zum Professor für Philologie in Hamburg und 1934 in Leiden ernannt. Kloeke legte 1942 unter deutscher Besatzungsherrschaft sein Amt nieder. Er wurde im September 1945 in Leiden wiederernannt und lehrte bis 1953.
Von 1925 bis 1934 war er korrespondierendes und ab 1946 ordentliches Mitglied der Königlich Niederländischen Akademie der Wissenschaften.
1957 erhielt er den Brüder-Grimm-Preis der Philipps-Universität Marburg.

## Schriften
- Der Vokalismus der Mundart von Finkenwärder bei Hamburg. Hamburg 1913.
- De dialecten en de klankwetten (1921).
- Handleiding bij het Noord- en Zuid-Nederlandsch dialectonderzoek (1926).
- De Hollandsche expansie in de zestiende en zeventiende eeuw en haar weerspiegeling in de hedendaagsche Nederlandsche dialecten: Proeve eener historisch-dialectgeographische synthese (1927).
- Herkomst en groei van het Afrikaans (1950).
- Het taallandschap van onze noordoostelijke provinciën (1955).